# Open access (publiceren)

Open-access-embleem, ontworpen door de Public Library of Science

Open access is een concept dat nadruk legt op het zonder beperkingen beschikbaar stellen van culturele en wetenschappelijke uitingen, in het bijzonder het gratis online beschikbaar stellen ervan. Dit houdt in dat de auteur instemt met het verspreiden van zijn werk, maar ook dat er een geschikte technische uitrusting is om die verspreiding te ondersteunen.
In tegenstelling tot het idee van open content, dat verondersteld wordt toestemming te geven tot het aanpassen en wijzigen van werkstukken, beperkt open access zich tot vrije beschikbaarheid zonder meer. Dit is vooral van belang in de wetenschappelijke wereld, waar het onveranderd houden van de inhoud van een werkstuk als referentie voor verder werk van groot belang is.
Door het onveranderlijk karakter en de auteursvermelding van de publicatie, wordt de verantwoordelijkheid van de auteur voor zijn artikel gegarandeerd. Dit is belangrijk voor wetenschappelijke publicaties. Ook worden open-accesspublicaties nog steeds een strenge kwaliteitscontrole ondergaan; door middel van onder meer peer review. Tegenwoordig worden de elektronische open-accesstijdschriften gewoonlijk ondersteund door bekende uitgevers die het selecteren van publicaties en het nakijken door referees organiseren.
Open access stimuleert het beheren van informatie door publieke of non-profitorganisaties zoals overheidsinstellingen en universiteiten.

## Varianten van open access
De manier waarop open access bereikt moet worden zodat wetenschappelijke informatie vrij toegankelijk is voor iedereen, is een belangrijke discussie. Er zijn voorstanders van de zogeheten groene weg (Green open access) en van de gouden weg (Gold open access) naar open access. De huidige standaard is dat universiteiten en andere geïnteresseerden abonnementsgelden betalen aan uitgevers voor toegang tot publicaties in vakbladen.

### Gold open access
De gouden weg, gold open access, houdt in dat uitgeverijen wetenschappelijke artikelen kosteloos online zetten voor lezers zoals medewerkers en studenten van universiteiten. De lezer betaalt niet, maar de kosten worden op andere wijze gedekt, hiervoor zijn verschillende business modellen. Bijvoorbeeld, de auteur van het werk betaalt aan de uitgever voor het plaatsen en verspreiden, of er zijn subsidies, of de OA-tijdschriften genereren inkomsten via het adverteren of het aanbieden van extra diensten. Een uitdaging bij de overgang via deze gouden route is dat uitgeverijen soms dubbele inkomsten ontvangen, dus dubbele kosten voor de overheid. De staat subsidieert universiteiten die abonnementen betalen voor de vakbladen en tegelijkertijd financiert de overheid de auteurs die moeten betalen voor het publiceren van hun werk.
Voorstanders argumenteren dat de hoge abonnementsgelden die vakbladen vragen onnodig en onwenselijk zijn. De vraag rijst wat de meerwaarde is van traditionele tijdschriften, zeker als de kwalitatieve controle op vrijwillige basis gebeurt via peer review (collegiale toetsing) door andere wetenschappers. Zij wijzen ook op het groeiende aantal open-accesstijdschriften, zoals PLOS ONE, die door het leveren van kwaliteit een goede reputatie hebben opgebouwd. Tegenstanders van open access beweren echter dat de kwaliteit van publicaties verslechtert.

### Green open access
De groene weg, green open access, naar open access betekent dat universiteiten wetenschappelijk werk in eigen digitale archieven beschikbaar stellen. Na het afronden van zijn of haar wetenschappelijk werk (proefschrift, scriptie, etc) plaatst de auteur het zelf in de ‘repository’, het archief van de universiteit. Zo is er geen rol weggelegd voor uitgevers, wetenschappelijke werken zijn vrij toegankelijk via de online archieven. De uitdaging bij de groene weg naar open access is prestige. Een publicatie in een gerenommeerd wetenschappelijk tijdschrift staat in de wetenschappelijke wereld in hoog aanzien. Voorstanders van de groene weg pleiten dat alle output van universiteiten aan de belastingbetaler toebehoort, aangezien zij ervoor betalen. Tegenargument hierbij is dat bij de vrije beschikbaarheid van alle werken in universiteitsarchieven ook burgers van landen die helemaal niet meebetaald hebben aan onderzoek aan bijvoorbeeld een Nederlandse universiteit, hier toch de vruchten van plukken.

### Hybrid open access
Er zijn ook (hybride) tussenvarianten waarbij er bijvoorbeeld eerst een embargoperiode is waarin de publicatie alleen in een tijdschrift te lezen is. Na die periode is het werk vrij beschikbaar via een universiteitsarchief.

### Diamond of platinum open access
Diamon of platinum open access is vergelijkbaar met gold open access, alleen worden er dan ook geen vergoedingen van de universiteit of auteurs gevraagd voor de publicatie van het materiaal.

### Bronze open access
Ook een variant van gold open access, alleen ontbreekt het hier aan een duidelijke licentie bij de publicatie van het materiaal op het platform van de uitgever.

### Black open access
Black open access verwijst naar initiatieven die zonder toestemming wetenschappelijke artikelen verzamelen en aanbieden. Waaronder bijvoorbeeld de schaduwbibliotheek sci-hub.

## Geschiedenis
De open access-beweging (ook bekend onder de namen open access publishing en free online scholarship) streeft ernaar een grote verscheidenheid aan actuele wetenschappelijke informatie vrij toegankelijk beschikbaar te maken.
De open access beweging ontstond onder impuls van de nieuwe technische mogelijkheden van het wereldwijde web (www). Het grote succes van de eerste gratis online wetenschapsarchieven, zoals arXiv.org, stimuleerde verdere ontwikkelingen. Veel onderzoekers waren namelijk begonnen onafhankelijk van elkaar preprints op hun sites te zetten. Deze nieuwe situatie vereist geschikte inrichtingen voor de steeds verder toenemende hoeveelheden vrij beschikbare informatie. Het CiteSeer-project is een voorbeeld van een dienst die, naast het verzamelen van onderzoekswerk, ook de classificatie ervan, kruisverwijzingen en beschikbaarheid in verschillende bestandsformaten inhoudt. Klassieke wetenschappelijke vaktijdschriften zijn vaak slecht toegankelijk voor een breed publiek, onder meer doordat de abonnementsgelden hoog zijn. Via open access kan wel een breed publiek worden bediend.

### Berlin Declaration on Open Access
De Berlin Declaration on Open Access uit 2003 is een verklaring die onderzoekers adviseert om hun materiaal te publiceren op basis van open access, zodat de resultaten kosteloos toegankelijk worden gemaakt voor het publiek. Het gaat hierbij niet uitsluitend om de onderzoeksresultaten, maar de verklaring roept onderzoekers ook op ruwe data en ander materiaal te publiceren zodat anderen dit kunnen raadplegen, gebruiken en verder verspreiden. De enige eis die de verklaring hieraan stelt is dat de naam van de oorspronkelijke auteur wordt vermeld en er geen plagiaat mag worden gepleegd.
De verklaring is in oktober 2003 in Berlijn tot stand gekomen tijdens een conferentie op initiatief van het onafhankelijke Max-Planck-Gesellschaft voor wetenschappelijk onderzoek. Inmiddels hebben een groot aantal wetenschappelijke organisaties in de hele wereld, waaronder alle Nederlandse universiteiten, de KNAW en NWO, de verklaring ondertekend.

### Open acces in Nederland
In Nederland werken meerdere organisaties samen om ervoor te zorgen dat open access steeds meer aandacht krijgt. De Koninklijke Nederlandse Akademie van Wetenschappen (KNAW), SURFShare, de Nederlandse universiteiten en de Nederlandse Organisatie voor Wetenschappelijk Onderzoek (NWO) hebben begin 2006 de databank NARCIS opgezet.
NARCIS is een databank die ontwikkeld is om de zichtbaarheid en vindbaarheid van Nederlands wetenschappelijk onderzoek te vergroten. In NARCIS zijn de repositories van de Nederlandse universiteiten en de Nederlandse Onderzoeks Databank (NOD) geïntegreerd. Door deze koppeling biedt de databank toegang tot wetenschappelijke informatie waaronder (open-access)publicaties afkomstig van alle Nederlandse universiteiten, KNAW, NWO en een aantal wetenschappelijke instellingen. De NARCIS-databank bevat 1.8 miljoen publicaties waarvan 650.000 publicaties in open access.
De reden dat sommige wetenschappers nog niet de publicaties op basis van open access publiceren, is dat wetenschappers vaak afhankelijk zijn van bekende en gerenommeerde tijdschriften. Het publiceren in bekende tijdschriften is bij subsidieverstrekker als de overheid vaak zelfs een vereiste. Het tegenstrijdige hiervan is dat door deze manier van publiceren andere wetenschappers en het publiek minder gemakkelijk toegang krijgen tot onderzoek dat vaak met belastinggeld werd betaald.

#### Open access monitoring
Onder coördinatie van de VSNU werd in 2015 een Definition framework monitoring Open Access opgesteld in samenwerking met de UKB-bibliotheken van de Nederlandse universiteiten. Het doel was om met dit framework open access eenduidig te definiëren en te monitoren. De eerste meting die gedaan werd op basis van de classificaties van dit framework leverde een landelijk percentage van 42% open access op van peer reviewed artikelen voor publicatiejaar 2016. In 2017 groeide het aandeel open access artikelen naar 50%. Hiervan was 23% afkomstig uit hybride journals, 17% uit gold open access journals en 10% bestaat uit groen open access uit repositories.

#### Open access en hbo
Op 26 november 2009 organiseerde SURF samen met hogescholen een seminar over open toegang tot onderzoeksresultaten. Tijdens dit seminar werd er verder gebouwd op een werkconferentie die eind maart over dit onderwerp was gehouden. Bovendien werd er tijdens het seminar ook de Berlin Declaration on Open Access ondertekend. Dit gebeurde door de HBO-raad, de overkoepelende vereniging van hogescholen in Nederland, in de persoon van de voorzitter van de HBO-raad, Doekle Terpstra. Doordat de hogescholen een sterke band hebben met het bedrijfsleven, is het onderzoek van de hogescholen sneller praktijkgericht dan onderzoeken uit de wetenschappelijke wereld. Hiernaast werd een intentieverklaring getekend samen met de Koninklijke Bibliotheek (KB) voor het archiveren van digitale publicaties uit het hoger beroepsonderwijs in het e-Depot van de KB. In dit depot wordt permanente toegang tot digitale informatiebronnen nagestreefd.
In navolging van de open access output van universiteiten in NARCIS worden de open access resultaten van het HBO verzameld in de HBO kennisbank.

### Open access in België
De Vlaamse Regering keurde eind 2020 een beleidsplan Open Science goed. Het Flemish Open Science Board (FOSB) ging op 21 februari 2021 van start, binnen het Fonds voor Wetenschappelijk Onderzoek en onder de koepel van het departement Economie. Volgens cijfers van 2021 zou in Vlaanderen slechts een ruime helft van het publiek gefinancierd onderzoek ook publiek toegankelijk zijn.
In de Franse Gemeenschap (Brussel en Wallonië) werd in 2018 een decreet aangenomen, waardoor onderzoekers bij een Franstalige instelling voor hoger onderwijs hun artikelen die in vaktijdschriften werden aanvaard, moeten deponeren in het open access archief.

### Open access in de Europese Unie
De Europese Commissie ondersteunt sinds vele jaren open access als onderdeel van het grotere open science programma. Wetenschappers die een EU-subsidie ontvangen zijn hierdoor verplicht om hun artikelen als open access te publiceren. Dat kan op het platform van een uitgever of in de eigen repository van de instelling.
Naar aanleiding van het Nederlandse Digital Academic Repository-project (DARE) uit 2006, later opgenomen in NARCIS, waar universiteiten en een aantal wetenschappelijk organisaties een netwerk hadden opgezet waarbinnen al het landelijke wetenschappelijke onderzoeksmateriaal werd opgeslagen en langdurig bewaard, startte de Europese Commissie de zogeheten DRIVER-projecten. DRIVER staat voor Digital Repository Infrastructure Vision for European Research. Het doel van DRIVER was het creëren van een netwerk waarbinnen al het Europese wetenschappelijke materiaal opgeslagen, bewaard en toegankelijk gemaakt werd. Bestaande landelijke of institutionele netwerken als NARCIS werden gekoppeld aan dit Europese project.
Driver is als project doorgegroeid tot OpenAIRE. OpenAIRE is een initiatief dat tot doel heeft het onderzoek binnen het FP7-kaderprogramma en H2020 programma's, te stimuleren en hiermee onderzoek en technologische ontwikkelingen binnen Europa te ondersteunen.
OpenAIRE is als project verschillende malen verlengd. OpenAire2020 uit 2015 was het derde project van dit omvangrijk programma. Waar DRIVER zich vooral op open publicaties richtte werd open data nu steeds belangrijk; in OpenAire2020 werd toegang tot alle mogelijke resultaten van wetenschappelijk onderzoek de centrale doelstelling. Open software is zo een belangrijke nieuwe invalshoek omdat datasets hiermee doorontwikkeld kunnen worden. Het project OpenAIRE 2020 wordt door alle lidstaten van de Europese Unie plus enkele andere Europese landen uitgevoerd in het kader van het programma Horizon 2020 van de Europese Commissie. Het project is gestart op 1 januari 2015 en loopt tot 1 juli 2018.
De opvolger van OpenAIRE2020 is inmiddels ook al van start gegaan onder de naam OpenAIRE-Advance. Dit programma heeft een looptijd van 2018-2020. Hierna zal het langlopende project en de bijhorende diensten en data worden omgezet naar een bestaande organisatie met een eigen rechtsvorm. In de loop der jaren is het project naast de technische infrastructuur ook steeds meer een netwerk geworden waar Europese landen door middel van werkpakketten en bijeenkomsten met elkaar verbonden zijn. Elk land heeft in OpenAIRE een National Open Access Desk. Deze NOAD-rol is voor Nederland verdeeld op het gebied van research data en publicaties.
Voordeel van dit Pan-Europese project is de uniformiteit waarop de publicaties beschikbaar worden gemaakt door middel van regels in het beschrijven van publicaties (metadata)en harvesting. Nederlandse publicaties komen naar OpenAIRE via NARCIS. Momenteel zijn 23 miljoen open access publicaties te vinden op het OpenAIRE platform, afkomstig uit ruim 1.000 aanleverende repositories.
In september 2018 lanceerden 11 fondsen voor wetenschappelijk onderzoek, waaronder de Nederlandse Organisatie voor Wetenschappelijk Onderzoek, een “Plan S” waardoor wetenschappelijke publicaties die zij financieren, vanaf 2020 onmiddellijk vrij toegankelijk moet worden.
Eveneens van 2018 tot 2020 liep het project European Open Science Cloud (EOSC), in samenwerking met OpenAIRE-Advance.

## Open access en Creative Commons licenties
Open access voor creatief werk zoals tekst, afbeeldingen, geluid en video wordt openbaar gemaakt onder een niet-restrictieve licentie die het gebruik van die informatie zonder explicite toestemming van de auteur of uitgever toestaat. Veel open access artikelen zijn vindbaar op de platforms van wetenschappelijke uitgevers. Personen die een tekst schrijven, een tekening maken, een muziekstuk componeren, willen dat dit verspreid wordt zonder dat hiervoor kosten worden gemaakt door de gebruiker. Dit betekent niet noodzakelijk dat dit werk voor alles gebruikt mag worden. Om dit gebruik te regelen wordt er gebruik gemaakt van Creative Commons-licenties. Deze licenties zorgen ervoor dat een auteur bepaalde voorwaarden aan het gebruik kan toevoegen. Een primaire verplichting bij gebruik van een open access werk is het vermelden van de maker.

## Discussie
Open access blijft een onderwerp van discussie. De volgende voor- en nadelen worden aangehaald rondom open access.
Voordelen:
- Het grootste voordeel van open toegang is dat de resultaten van wetenschappelijk onderzoek sneller en op grotere schaal kunnen worden verspreid.[bron?]
- Meer mensen kunnen de resultaten van wetenschappelijk onderzoek lezen, ook degenen die anders geen toegang zouden hebben tot die informatie omdat ze zich bijvoorbeeld geen abonnement op een duur tijdschrift kunnen veroorloven.[bron?]
- Nieuwe ideeën kunnen sneller en op grotere schaal worden verspreid, wat weer aanleiding geeft tot nieuwe onderzoeken; het dient als een stimulans voor kennis.[bron?]
- Wetenschappelijk onderzoek toont aan dat publiceren in open access, vanwege de wereldwijde zichtbaarheid zonder barrières, aantoonbaar leidt tot meer citaten en meer impact.[bron?]
- Bedrijven hebben ook een brede toegang tot de meest recente wetenschappelijke ideeën, waarop ze vervolgens kunnen voortbouwen. Open access draagt bij aan de kenniseconomie en geeft een economische impuls.[bron?]
- Aangezien open toegang ook een breder hergebruik impliceert, kan recente kennis onmiddellijk in het onderwijs worden gebruikt als "open onderwijsmiddel".[bron?]

Nadelen:
- Onderzoekers ondervinden een aantal nadelen, waarvan de meeste betrekking hebben op de overgang naar het open access publicatiemodel. Pas op langere termijn levert de extra inspanning die nodig is, concrete voordelen op voor de onderzoekers zelf. Dit heeft gevolgen voor de prioriteit die zij geven aan de overstap naar dit nieuwe publicatiemodel.[bron?]
- Met name in de wetenschap, de geneeskunde en de economie worden onderzoekers beoordeeld op hun vermogen om te publiceren in tijdschriften met een hoge impactfactor. Het duurt echter enige tijd voordat nieuwe tijdschriften, zowel traditionele als open access, een impactfactor kunnen krijgen. Alleen dan zijn ze interessant voor onderzoekers.[bron?]
- Het aantal hoogwaardige, volledig open access tijdschriften varieert enorm tussen de verschillende disciplines. Sommige disciplines hebben zeer weinig of niet genoeg.[bron?]
- Het publiceren in open access journals brengt soms extra administratie met zich mee, terwijl het aanleveren van artikelen aan traditionele tijdschriften meestal eenvoudig online kan gebeuren.[bron?]
- Het aanleveren van publicatiegegevens en de volledige tekst van publicaties aan repositories betekent extra werk voor onderzoekers.[bron?]
- Het is vaak niet duidelijk of de teksten van publicaties in repositories wel in open access kunnen worden gepubliceerd. Soms zijn er auteursrechtelijke barrières. Onderzoekers kunnen zich afvragen of de extra inspanning wel het gewenste resultaat oplevert.[bron?]

In mei 2009 is er door de International Publishers Association (IPA) mede namens de International Association of Scientific, Technical and Medical Publishers (STM) in samenwerking met de International Federation of Library Associations and Institutions (IFLA) een oproep gedaan tot temperen van emoties en het voeren van een meer rationele discussie over open access. De kritiek op open access lijkt voornamelijk uit de hoek van de (wetenschappelijke) uitgevers te komen.
Een van de belangrijkste zorgen ziet op de kwaliteit van de open access gepubliceerde informatie. Deze kritiek is tweeledig. Ten eerste is er de stelling dat publiceren op basis van open access ten koste gaat van de peer review. Critici, waaronder Peter Banks, stellen dat het merendeel van de peer review wordt geïnitieerd door de uitgevers zelf. Zij voorzien dat de uitgevers dit achterwege zullen laten omdat de opbrengsten de kosten niet zullen dekken.
Ten tweede is er de kanttekening dat de veelzijdigheid van informatie die beschikbaar komt bij een grootschalige cultuur van open access publiceren de kwaliteit zal doen stagneren. Beide stellingen worden aangevochten door voorstanders als Jan Velterop en Peter Suber met de argumenten dat beide stellingen niet worden ondersteund door voldoende onderzoek en stellen dat peer review onafhankelijk is van prijs, medium en financieringsmodel van een tijdschrift. Dit zelf is al een van de garanties voor kwaliteit.

### Wetenschap en economie
Door open access ontstaat steeds meer toegang tot wetenschappelijke werken. De online beschikbaarheid van miljoenen documenten leidt tot de vraag hoe hieruit relevante informatie te filteren. Er zijn steeds meer instanties die als doel hebben het vergroten van het maatschappelijk en economisch nut van de wetenschap en het zorg dragen voor kennisoverdracht.